# North American Soccer League 1974
La North American Soccer League 1974 fu la settima edizione dell'omonima lega calcistica. Parteciparono quindici squadre e il titolo andò nuovamente ad una squadra esordiente, i L.A. Aztecs.

## Avvenimenti
Rispetto alla stagione precedente si ebbe un deciso aumento delle partecipanti con quindici squadre iscritte: le defezioni di Atlanta Apollos e Montréal Olympique vennero compensate dagli otto ingressi di Baltimore Comets, Boston Minutemen, Denver Dynamos, Los Angeles Aztecs, San Jose Earthquakes, Seattle Sounders, Vancouver Whitecaps e Washington Diplomats.
A partire da questa stagione venne introdotta un'altra novità regolamentare volta ad "americanizzare" il gioco: anche le partite della stagione regolare non potevano più terminare in pareggio, l'eventuale parità al termine dei 90 minuti veniva risolta battendo i calci di rigore.

## Formula
Le squadre erano suddivise in quattro division in base alla loro posizione geografica. Ogni squadra giocava 20 incontri, dieci in casa e altrettanti in trasferta, incontrando più frequentemente le avversarie della propria division. Le quattro prime classificate e le due migliori seconde venivano ammesse ai play-off per il titolo.
I play-off erano costituiti da un primo turno cui partecipavano le due seconde e le due prime con i peggior punteggi, cui seguivano semifinali e finale. Tutti i turni erano disputati in gara unica in casa della squadra meglio piazzata durante la stagione regolare, ad eccezione della finale che venne giocata a Miami su richiesta della CBS, l'emittente che trasmise l'incontro.
Venivano attribuiti 6 punti per ogni vittoria, 3 punti per ogni vittoria ai rigori e 1 punto per ogni gol segnato, fino ad un massimo di 3 per ogni incontro. Una partita terminata ai rigori veniva considerata come terminata con un gol di scarto, aggiungendo un gol alla squadra vincitrice. Tale gol "fittizio" veniva calcolato nel computo dei gol segnati e subiti, inoltre poteva contribuire ai punti bonus per i gol segnati.

## Squadre partecipanti
| Club                 | Stagione | Città       | Stadio                    | Stagione precedente                               |
| -------------------- | -------- | ----------- | ------------------------- | ------------------------------------------------- |
| Baltimore Comets     | dettagli | Baltimora   | Memorial Stadium          | Esordiente                                        |
| Boston Minutemen     | dettagli | Boston      | Alumni Stadium            | Esordiente                                        |
| Dallas Tornado       | dettagli | Dallas      | Texas Stadium             | 1º posto in Southern Division. Finalista play-off |
| Denver Dynamos       | dettagli | Denver      | Mile High Stadium         | Esordiente                                        |
| L.A. Aztecs          | dettagli | Los Angeles | ELAC Stadium              | Esordiente                                        |
| Miami Toros          | dettagli | Miami       | Miami Orange Bowl         | 3º posto in Eastern Division                      |
| N.Y. Cosmos          | dettagli | New York    | Downing Stadium           | 2º posto in Eastern Division                      |
| Philadelphia Atoms   | dettagli | Filadelfia  | Veterans Stadium          | Vincitore                                         |
| Rochester Lancers    | dettagli | Rochester   | Holleder Memorial Stadium | 3º posto in Northern Division                     |
| St. Louis Stars      | dettagli | Saint Louis | Busch Memorial Stadium    | 2º posto in Southern Division                     |
| S.J. Earthquakes     | dettagli | San Jose    | Spartan Stadium           | Esordiente                                        |
| Seattle Sounders     | dettagli | Seattle     | Memorial Stadium          | Esordiente                                        |
| Toronto Metros       | dettagli | Toronto     | Varsity Stadium           | 1º posto in Northern Division                     |
| Vancouver Whitecaps  | dettagli | Vancouver   | Empire Stadium            | Esordiente                                        |
| Washington Diplomats | dettagli | Washington  | RFK Stadium               | Esordiente                                        |

## Classifiche regular season

### Northern Division
|  | Pos. | Squadra           | Pt | G  | V  | VR | P  | GF | GS |
|  | ---- | ----------------- | -- | -- | -- | -- | -- | -- | -- |
|  | 1.   | Boston Minutemen  | 94 | 20 | 10 | 1  | 9  | 36 | 23 |
|  | 2.   | Toronto Metros    | 87 | 20 | 9  | 1  | 10 | 30 | 31 |
|  | 3.   | Rochester Lancers | 77 | 20 | 8  | 2  | 10 | 23 | 30 |
|  | 4.   | N.Y. Cosmos       | 58 | 20 | 4  | 2  | 14 | 28 | 40 |

### Eastern Division
|  | Pos. | Squadra              | Pt  | G  | V  | VR | P  | GF | GS |
|  | ---- | -------------------- | --- | -- | -- | -- | -- | -- | -- |
|  | 1.   | Miami Toros          | 107 | 20 | 9  | 6  | 5  | 38 | 24 |
|  | 2.   | Baltimore Comets     | 105 | 20 | 10 | 2  | 8  | 42 | 46 |
|  | 3.   | Philadelphia Atoms   | 74  | 20 | 8  | 1  | 11 | 25 | 25 |
|  | 4.   | Washington Diplomats | 70  | 20 | 7  | 1  | 12 | 29 | 36 |

### Central Division
|  | Pos. | Squadra         | Pt  | G  | V | VR | P  | GF | GS |
|  | ---- | --------------- | --- | -- | - | -- | -- | -- | -- |
|  | 1.   | Dallas Tornado  | 100 | 20 | 9 | 3  | 8  | 39 | 27 |
|  | 2.   | St. Louis Stars | 54  | 20 | 4 | 1  | 15 | 27 | 42 |
|  | 3.   | Denver Dynamos  | 49  | 20 | 5 | 0  | 15 | 21 | 42 |

### Western Division
|  | Pos. | Squadra             | Pt  | G  | V  | VR | P  | GF | GS |
|  | ---- | ------------------- | --- | -- | -- | -- | -- | -- | -- |
|  | 1.   | L.A. Aztecs         | 110 | 20 | 11 | 2  | 7  | 41 | 36 |
|  | 2.   | S.J. Earthquakes    | 103 | 20 | 9  | 8  | 3  | 43 | 38 |
|  | 3.   | Seattle Sounders    | 101 | 20 | 10 | 3  | 7  | 37 | 17 |
|  | 4.   | Vancouver Whitecaps | 70  | 20 | 5  | 4  | 11 | 29 | 31 |

## Play-off

### Tabellone
|  | Primo turno | Primo turno      | Primo turno |  |  | Semifinali | Semifinali       | Semifinali |  |             | Finale            | Finale            | Finale |
|  |             |                  |             |  |  |            |                  |            |  |             |                   |                   |        |
|  |             |                  |             |  |  | E1         | Miami Toros      | 3          |  |             |                   |                   |        |
|  |             |                  |             |  |  | E1         | Miami Toros      | 3          |  |             |                   |                   |        |
|  |             |                  |             |  |  | C1         | Dallas Tornado   | 1          |  |             |                   |                   |        |
|  | C1          | Dallas Tornado   | 3           |  |  | C1         | Dallas Tornado   | 1          |  |             |                   |                   |        |
|  | C1          | Dallas Tornado   | 3           |  |  |            |                  |            |  |             |                   |                   |        |
|  | W2          | S.J. Earthquakes | 0           |  |  |            |                  |            |  |             |                   |                   |        |
|  | W2          | S.J. Earthquakes | 0           |  |  |            |                  |            |  | Miami Toros | Miami Toros       | 3                 |        |
|  |             |                  |             |  |  |            |                  |            |  | Miami Toros | Miami Toros       | 3                 |        |
|  |             |                  |             |  |  |            |                  |            |  |             | L.A. Aztecs (dtr) | L.A. Aztecs (dtr) | 4      |
|  |             |                  |             |  |  |            |                  |            |  |             | L.A. Aztecs (dtr) | L.A. Aztecs (dtr) | 4      |
|  |             |                  |             |  |  |            |                  |            |  |             |                   |                   |        |
|  |             |                  |             |  |  |            |                  |            |  |             |                   |                   |        |
|  |             |                  |             |  |  | W1         | L.A. Aztecs      | 2          |  |             |                   |                   |        |
|  |             |                  |             |  |  | W1         | L.A. Aztecs      | 2          |  |             |                   |                   |        |
|  |             |                  |             |  |  | N1         | Boston Minutemen | 0          |  |             |                   |                   |        |
|  | N1          | Boston Minutemen | 1           |  |  | N1         | Boston Minutemen | 0          |  |             |                   |                   |        |
|  | N1          | Boston Minutemen | 1           |  |  |            |                  |            |  |             |                   |                   |        |
|  | E2          | Baltimore Comets | 0           |  |  |            |                  |            |  |             |                   |                   |        |
|  | E2          | Baltimore Comets | 0           |  |  |            |                  |            |  |             |                   |                   |        |

### Primo turno
| Dallas 14 agosto 1974 | Dallas Tornado | 3 – 0 | S.J. Earthquakes | Texas Stadium (8.652 spett.) |

| Chestnut Hill 15 agosto 1974 | Boston Minutemen | 1 – 0 | Baltimore Comets | Alumni Stadium (9.713 spett.) |

### Semifinali
| Miami 17 agosto 1974 | Miami Toros | 3 – 1 | Dallas Tornado | Tamiami Stadium (5.045 spett.) |

| Monterey Park 17 agosto 1974 | L.A. Aztecs | 2 – 0 | Boston Minutemen | ELAC Stadium (5.485 spett.) |

### Finale
| Miami 25 agosto 1974                         | Miami Toros          | 3 – 3 | L.A. Aztecs | Miami Orange Bowl (15.507 spett.) |
| \| \| \| \| \| \| Tiri di rigore 3 – 5 \| \| |                      |       |             |                                   |
|                                              |                      |       |             |                                   |
|                                              | Tiri di rigore 3 – 5 |       |             |                                   |

## NASL 1st All-Star team
Di seguito si riporta la selezione dei migliori 11 giocatori del torneo 1974:
|   |                    | Calciatore      |
| - | ------------------ | --------------- |
| P | Seattle Sounders   | Barry Watling   |
| D | Dallas Tornado     | / Dick Hall     |
| D | Dallas Tornado     | Albert Jackson  |
| D | Philadelphia Atoms | Chris Dunleavy  |
| D | Baltimore Comets   | Geoff Butler    |
| C | Miami Toros        | Ronnie Sharp    |
| C | Dallas Tornado     | / Ilija Mitic   |
| C | Miami Toros        | Roberto Aguirre |
| A | S.J. Earthquakes   | / Paul Child    |
| A | Seattle Sounders   | John Rowlands   |
| A | Baltimore Comets   | Peter Silvester |